# 高瀬松子
高瀬 松子（旧字体：高瀨 松󠄁子、たかせ まつこ、1907年12月13日 - 2005年??月??日 ）は、日本の看護師、看護教育者。第25回フローレンス・ナイチンゲール記章を受賞した。

## 人物・経歴

### 幼少期～青年期
1907年（明治40年）大分県日田郡中川村に高瀬慶治とチヨノの長女として生まれる。
造り酒屋と林業を営む高瀬家は、日田高瀬山城守の血筋であった。
産後間もなく母チヨノが死去したため、母方の曾祖父母に育てられる。
祖母のしつけは厳しく、女中を手足のように使うことは禁じられ、学校から戻ると着替えをしたうえで三つ指をついて挨拶をさせられた。
同居していた叔父が幼い松子のためにローマ字新聞を取り寄せ、読み書きを教えた。
1919年（大正8年）、中川村湯の木尋常高等学校六年卒業。
このころ叔父より、母チヨノが赤十字看護婦になりたがっていたこと、しかし周囲に反対され諦めたという話を聞き、看護婦を志すようになる。
1921年（大正10年）6月17日、筑後川の大洪水（筑後川三大洪水）により、祖母の実家のある日田市丸山に移住する。
1922年（大正11年）3月、日田郡丸山尋常高等小学校高等科二年卒業。福岡赤十字に看護婦志願を出すが年齢不足で断られた。
入学年齢に達するのを待つために日田高等女学校二年生に編入し、一年間通学する。

### 看護学校時代～看護婦として
1924年（大正13年）3月、福岡赤十字の入学年齢に達したので、日田高等女学校第二学年修業で退学。
福岡赤十字の受験に合格するも福岡には養成病院がなく、大阪赤十字病院救護看護婦養成所に福岡支部第十五回生として入学。
担当教官は小畑中将の姉、小畑あいで、一年上級には林塩がいた。
1926年（大正15年）、日赤大阪支部病院救護看護婦養成所卒業。
大阪赤十字病院看護婦として、乳児病棟八か月、外科手術室および外科外来三年勤務。
1930年（昭和5年）日赤福岡支部の要請により、大阪赤十字病院を退職。
翌日より日本赤十字社福岡県支部勤務となる。
1931年（昭和6年）、救護看護婦婦長候補生として一年間、日本赤十字社中央病院で講習を受ける。
1933年（昭和8年）、日本赤十字社福岡支部門司常設診療所（内科・小児科）婦長就任。
1937年（昭和12年）、支那事変により応召。第八四救護班救護看護婦長として病院船勤務。バイカル丸、シカゴ丸に乗船。放射線技師と二人で大量のX線フィルムの現像を行い、汚染ガーゼや包帯資材を煮沸消毒し再利用するなど、大阪赤十字病院の外科勤務で培った経験を生かす。のちに臨時福岡第二陸軍病院に転属となる。
1941年（昭和15年）4月29日、支那事変従軍記章を授与される。
1944年（昭和19年）7月6日、日本赤十字社福岡支部に応召。第六二二救護班看護婦長として、臨時福岡第二陸軍病院（現：国立病院機構九州がんセンター）に勤務。同病院は建築中であったため、わら布団の制作や備品配置作業に従事。同15日より開放性結核患者を収容する第七療棟に勤務。博多港に病院船が到着すると一度に五百人の傷病者、結核患者が搬送され、松子はその看護の指揮を執った。
1945年（昭和20年）、福岡大空襲に際して院内外救護班を編成し、昼夜問わず多くの負傷者の救護に当たる。終戦後は、将兵や海外患者の還送業務を援助した。引揚者の大半は栄養失調者であったが十分な食事を与えられなかったため、松子はわずかな身銭を切り人づてに牛の長骨を手に入れると、病院の庭に大きなかまどを作り煮込んで患者に与えた。そのおかげで多くの患者が助かったという。
1946年（昭和21年）5月31日、召集解除。6月1日付で国立筑紫病院内科病棟婦長に就任。
1947年（昭和22年）6月2日、厚生省厚生技官に任官されるも、看護婦たちからの要望が多かった看護婦詰所の模様替えを行ったところ医師から反感を買い、「偉そうな婦長は使い切れん」との申し入れがあったため、同日付で看護婦監督として庶務課付となる。同年9月、国立筑紫病院附属甲種看護婦養成所初代教務主任（現在の教育主事）就任。
1948年12月1日、国立筑紫病院付付属高等看護学院設置に伴い、学院勤務兼専任教員となる。
1951年、厚生大臣より保健婦助産婦看護審議会調査員を任命される。
1952年（昭和27年）、国立筑紫病院総婦長に就任。
1953年（昭和28年）、朝日新聞社厚生事業団主催、厚生省、看護協会後援『全国優良看護婦表彰』に全国51名のうち選ばれる。
1962年（昭和37年）、国立東京第一病院総看護婦長に配置替え。
1966年（昭和41年）7月31日、国立東京第一病院を定年退職。勲五等瑞宝章受章。
1966年8月、横浜赤十字病院看護部長に就任。
1967年（昭和42年）、第一回アメリカ病院看護研究団の一員として2週間にわたり、ハワイ州およびアメリカ西海岸地方の病院8施設と1リハビリテーション病院を見学。この研修でアメリカの病院での看護師の位置づけの高さに感銘を受け、論文「責任の大きさと権限の広さは予想以上」「アメリカの病院看護」を看護学雑誌に掲載。
1970年、契約満期により横浜赤十字病院を退職。

### 晩年
1971年（昭和46年）、定年後は独居老人介護のボランティアをはじめたいと考えていたが、理事や校長から再三招請をうけ大分県日田市岩尾学園昭和女子高等学校衛生看護科の講師となる。遠方から通学する生徒のためのスクールバス導入の交渉にあたる。平日は非常勤講師として教壇に立ち、週末はアクセスの悪い山間部の老人ホームを訪問し、入浴介護や食事の手伝いをした。
1972年（昭和47年）、日本赤十字社の要請を受け、沖縄の日本復帰に伴い、沖縄赤十字病院業務指導のため看護部長に就任。
1975年（昭和50年）、第25回フローレンス・ナイチンゲール記章を受賞。
1984年（昭和59年）、沖縄赤十字病院を退職。
2005年（平成17年）逝去。